# August Schukat
August Schukat (* 14. Oktober 1891 auf dem Vorwerk Schwiegupönen, Kreis Stallupönen; † 22. Juli 1977 in Monheim am Rhein) war ein deutscher Mundartautor aus Ostpreußen.

## Leben
Schukat besuchte die Volksschule und machte eine Schlosserlehre.  Wegen seiner stark angegriffenen Gesundheit ergriff er später den Lehrerberuf. Er unterrichtete bis Dezember 1944 als Rektor der Mittelschule in Fischhausen, Samland. Nach der Flucht aus Ostpreußen wurde er Lehrer im niedersächsischen Einbeck. Bis zur Pensionierung war er Rektor der Volksschule in Boffzen. Ab 1958 lebte er in Monheim am Rhein.
1936 erschien sein erfolgreicher erster Sammelband mit niederdeutschen Geschichten nordostpreußischer Mundart, deren „besonders feinsinnige Ausführung“  der Literaturwissenschaftler Walther Ziesemer lobte. Weitere Geschichtensammlungen folgten: Noa Fieroawend (1938), Oma Seidel (1959) und Oppe Bank varre Där (1972). Schukat besprach zwei Schallplatten. Schukat schrieb in der Mundart, mit der er aufgewachsen war. Nur so konnte er sich in seinen Geschichten ausdrücken und Menschen schildern, denen er in seiner Kindheit begegnet war. Bei Veranstaltungen der Landsmannschaft Ostpreußen (z. B. im Saalbau Essen) trug er aus seinen Büchern vor. Seine Sorge galt stets der Erhaltung des ostpreußischen Idioms.